# 언필드 문화의 기수법
|                | 0  |
| /              | 1  |
| //             | 2  |
| ///            | 3  |
| ////           | 4  |
| ＼             | 5  |
| /＼            | 6  |
| //＼           | 7  |
| ///＼          | 8  |
| ////＼         | 9  |
| ＼＼           | 10 |
| /＼＼          | 11 |
| //＼＼         | 12 |
| ///＼＼        | 13 |
| ////＼＼       | 14 |
| ＼＼＼         | 15 |
| /＼＼＼        | 16 |
| //＼＼＼       | 17 |
| ///＼＼＼      | 18 |
| ////＼＼＼     | 19 |
| ＼＼＼＼       | 20 |
| /＼＼＼＼      | 21 |
| //＼＼＼＼     | 22 |
| ///＼＼＼＼    | 23 |
| ////＼＼＼＼   | 24 |
| ＼＼＼＼＼     | 25 |
| /＼＼＼＼＼    | 26 |
| //＼＼＼＼＼   | 27 |
| ///＼＼＼＼＼  | 28 |
| ////＼＼＼＼＼ | 29 |

언필드 문화의 기수법은 언필드 문화가 시작되는 기원전 1200년 경 동안, 중부 유럽에서 등장한 청동으로 된 봉헌용 낫에 새겨진 기호에 따른 기수법을 말한다.

## 발견
1946년, 기원전 1500년에서 1250년 사이에 만들어진 것으로 추정되는 250개 이상의 낫이 Frankleben (메르제부르크-크베르푸르트 지역)에서 출토되었다. 이 발견은 잘레강 유역에서 600개 가량의 낫과 기타 언필드 문화 관련 유물들이 발견된 것에 연관된 것이었다. 이 낫들은 사용한 흔적이 적은 것을 근거로 보아, 의식을 위해서 만든 후 끝난 뒤에는 땅에 묻은 것으로 추측되었다.
낫에는 두 위치에 일련의 기호가 새겨져 있다. 낫 한쪽의 손잡이가 달리는 뾰족하게 나와있는 부분 아래에는 단순한 획이 있고, 날의 모퉁이, 또는 낫의 아랫 부분 위에는 더욱 복잡한 기호가 새겨져 있다. 여기에서 기본 획이 당시의 기수법으로 여겨진다.
이러한 기호가 새겨진 다른 유물들도 발견되었는데, 루센 도장 (청동기 시대 말)에는 ////＼＼＼＼＼, 코스비흐 그릇 (기원전 1200년-1000년 사이)에는 다른 기호와 함께 ////＼＼＼＼＼가 새겨져 있다. 코스비흐 그릇의 경우, 잘 만들어진 점토 표면에 복잡한 일련의 기호가 새겨져 있어, 숙달된 솜씨를 가진 사람이 만든 것으로 추정되고 있다.

## 기수법
이 기수법은 5진법처럼 숫자 5를 기수로 한다. 숫자 단위는 오른쪽 위에서 왼쪽 아래 순으로 쓰는 획이며 «/», 5부터는 왼쪽 위에서 오른쪽 아래로 쓰는 획 «＼»이 들어간다. 1 = /부터 29 = ////＼＼＼＼＼ 까지의 숫자가 발견되었다.

## 해석
청동기 시대의 유물에서만 발견되는 이 양각 기호는 주형을 통해 만들어졌으며, 완성된 사물에는 새기지 않았다. 점토 주형의 기호는 손으로 새기거나 도장을 이용해 새기기도 했으며, 의도된 이전 계획에 따라서 잘못된 기호를 정정했다. 점토로 된 주물에 기호를 새기는 체계는 메소포타미아의 설형 문자와 유사하다.
이론 상으로는 숫자를 무한대로 쓸 수 있으나, 29를 넘기는 숫자는 발견되지 않았는데, 이것은 달의 모습이 29.5일을 주기로 변하기 때문인 것으로 추측된다. 이 문화에서는 관습적으로 태음력을 사용하였고, 달력에 29와 30일 사이를 정하여 다양한 방법으로 1년의 차이를 바로잡았다. 이 추측에 따르게 되면 각 기호는 달 주기에서의 하루를 뜻하게 된다.
초승달과 유사한 낫의 모양은 언필드 문화의 숭배 의식에서 이 물건이 갖는 중요성을 설명해준다.
낫과 함께 루센 도장과 코스비흐 그릇에서 발견된 기호 29 = ////＼＼＼＼＼는 달 주기의 상징으로 해석된다. 전반적으로 이것은 달과 해와 연관된 농경 주기로써의 달 주기를 부호화한 것으로 추측된다.

## 다른 기호
낫 주위에 새겨진 또 다른 기호들은 오늘날까지 해석되지 못했다. 그러나 이 기호들이 주변 지역에서 정해진 규칙에 따라 일정하게 사용되었다는 것은 명확하다.
일부 기호는 5진법의 일종으로 제안되어 1부터 4까지의 묶음에 놓을 수 있다.
| 40 | 41 | 42 | 43 | 44 | 45 | 46 | 47 | 48      | 49 |
| 50 | 51 | 52 | 53 | 54 | 55 | 56 | 57 | ● 58    | 59 |
| 60 | 61 | 62 | 63 | 64 | 65 | 66 | 67 | ●● 68   | 69 |
| 70 | 71 | 72 | 73 | 74 | 75 | 76 | 77 | ●●● 78  | 79 |
| 80 | 81 | 82 | 83 | 84 | 85 | 86 | 87 | ●●●● 88 | 89 |

그러나 다음 기호들은 현재까지 어떤 자리에도 놓이지 않고 있다.
| 16 | 22 | 25 | 26 | 33 | 36 | 42 | 43 | 69 |

숫자 22, 25, 33, 36, 43, 69, 24, 52, 53, 54, 56, 62, 63, 64, 66, 73, 74, 84, 86은 낫의 아래 부분에 새겨져 있으며, 숫자 16, 26, 42, 44, 52, 54, 55, 57, 58, 62, 64, 67, 68, 72, 74, 77, 78, 82, 84, 85, 87, 88은 낫의 모퉁이에 새겨져 있다. 그리고 숫자 52, 54, 62, 64, 74, 84는 두 부분 모두에 새겨져 있다.

## 룬 문자 가설
이 기호는 지리학적 요인뿐만 아니라 농경과 달의 특성을 모두 갖는다는 점에서 독일의 룬 문자와 연관이 있다. 룬 문자는 룬 문자가 아닌 다른 기호와 함께 새겨져 있는 경우가 종종 있으며, 같은 사물에 결합이 되어있는 경우도 있다. 또한, ᛃ j, ᛜ ng, ᚷ g는 룬 문자를 파생시켰다고 추측되는 에트루리아 문자와 연관이 없다. 다른 한편으로, 문자 ᛃ j, ᛜ ng, ᚲ k는 작은 크기 때문에 다른 룬과 구별된다. 이 룬 문자들은 소리를 뜻하며 이름을 갖는 것이 특징이다.
가설에 따르면 일부 룬 문자의 이름은 이전의 기호에서 온 것으로, 이 이름을 통해서 기호의 의미에 대한 실마리를 찾을 수 있다. 이에 따라서, 기호를 다른 기호와 함께 결합시켜, 가장 흔하고 가장 독특한 기호를 선택하면, 직접 다음의 등가성을 확인해볼 수 있다.
| 기호 | 룬 | 등가성 | 의미 |
| 22   | ᛃ  | jera   | 해   |
| 69   | ᛜ  | ingwaz | 신   |
| 36   | ᚷ  | gebô   | 현재 |

이 흥미로운 가설에 대한 검증은 불가능할 것으로 보인다.

## 같이 보기
- 선사 시대의 기수법